# Minnetonka Beach (Minnesota)
Pour les articles homonymes, voir Minnetonka Beach.
Minnetonka Beach est une ville américaine située dans le Comté de Hennepin, dans le Minnesota. Selon le recensement de 2010, sa population est de 539 habitants.